# 한 소후
한 소후는 전국시대 한의 군주이다. 이름은 약산(若山)이다. 기원전 361년에 즉위하였다. 신불해를 등용하였고, 자신의 해진 양말을 그대로 신고 주변 시종에게 하사하지 않을 정도로 검소한 생활을 하여 국력을 신장시켰다. 그러나 말년에 흉년이 들고 진나라의 공격으로 여러 성을 빼앗겼는데도 불구하고 높은 문을 짓는 등 토목공사를 일으키는 무리함을 보여 초나라 사신 굴의구의 비판을 받기도 하였다. 높은 문이 완성되기 전에 사망하였고, 아들인 선혜왕이 소후 때 신장된 국력을 바탕으로 합종책에 참여하고 왕을 칭하기도 하였다.